# مسجد نور الهدى (سواهلونتو)
مسجد نور الهدى هو واحد من أقدم المساجد في إندونيسيا، يقع المسجد في منطقة بارينجن في مدينة سواهلونتو، غرب سومطرة، تم بناء المسجد في الفترة الاستعمارية الهولندية، للمسجد بناء مستطيل مع مأذنه طويلة تمتزج مع المبنى الرئيسي، حاليا المسجد مخصص كمكان للعبادة بالإضافة لاستعماله كوسيلة للتعليم الديني للسكان المحليين .

## التاريخ
لا توجد بيانات محددة حول وقت بناء المسجد، الا أنه من المرجح وفق تقديرات مبنية على مسجد مجاور بني في وقت واحد تقريبا مع مسجد نور الهدى، والذي بني في عام 1921، المسجد كان في البداية لا يحتوي قبة، وكان شكله أقرب إلى مبنى الكنيسة، وبالتالي فإن المجتمع المحلي دعوا إلى تغيير شكل المسجد عن طريق بناء قبة، رغم وجود شائعات حول أن المسجد كان كنيسة في السابقة، وبعد البحث اتضح أنه لا يمكن ان يكون صحيحا بالنظر إلى اتجاه محراب المسجد في اتجاه مكة .
منذ تأسيس المسجد كان قياسه بطول 6 أمتار وعرض 6 أمتار، أي أن المسجد مساحته 36 متر مربع وذلك عند أنشائة أول مرة، ثم في عام 1980 كان هناك مجال لتوسعة المسجد على أن يكون عرضه 12 متر وكوله 20 متر، أي أن مساحته الاجمالية تبلغ 240 متر مربع، وللحفاظ على قيمته التاريخية تمت توسعة المسجد على نفس شكل الأصلي أول ما بني، ولا يزال المسجد على حالته الأصلية ويعد معلما من معالم المدينة، فالجدار والطبل والأبراج ظلت على حالتها الأصلية، ولكن الطبل يعد من مخلفات الفترة الهولندية ولم يتم استخدامه تى الآن .